# Grosser Preis des Kantons Aargau 1983
Il Grosser Preis des Kantons Aargau 1983, ventesima edizione della corsa, si svolse il 1º agosto su un percorso di 206,8 km, con partenza e arrivo a Gippingen. Fu vinto dallo svizzero Siegfried Hekimi della Eorotex-Magniflex davanti ai suoi connazionali Bernard Gavillet e Daniel Gisiger.

## Ordine d'arrivo (Top 10)
| Pos. | Corridore         | Squadra                | Tempo    |
| ---- | ----------------- | ---------------------- | -------- |
| 1    | Siegfried Hekimi  | Eorotex-Magniflex      | 5h02'55" |
| 2    | Bernard Gavillet  | Cilo-Aufina            | s.t.     |
| 3    | Daniel Gisiger    | Malvor-Bottecchia      | a 21"    |
| 4    | Urs Zimmermann    | Cilo-Aufina            | s.t.     |
| 5    | Jörg Bruggmann    | Malvor-Bottecchia      | a 45"    |
| 6    | Acácio da Silva   | Eorotex-Magniflex      | s.t.     |
| 7    | Ronny Van Holen   | Safir-Van De Ven       | s.t.     |
| 8    | Éric Caritoux     | Sem-France-Loire-Mavic | s.t.     |
| 9    | Jean-Marie Grezet | Sem-France-Loire-Mavic | s.t.     |
| 10   | Beat Breu         | Cilo-Aufina            | s.t.     |